# Archidiocèse orthodoxe antiochien du Mexique, du Venezuela, d'Amérique centrale et des Caraïbes
L'archidiocèse orthodoxe antiochien du Mexique, du Venezuela, d'Amérique centrale et des Caraïbes (en espagnol : Arquidiócesis Ortodoxa Antioquena de México, Venezuela, Centroamérica y El Caribe) est une circonscription de l'Église orthodoxe d'Antioche. Il a son siège à Mexico.

## Métropolites
- Antonios Chedraoui, de 1996 à 2017
- Ignace Samaan, depuis 2017